# Circourt-sur-Mouzon
Circourt-sur-Mouzon  é uma comuna francesa na região administrativa de Grande Leste, no departamento de Vosges. Estende-se por uma área de 10,3 km². Em 2010 a comuna tinha 198 habitantes (densidade: 19,2 hab./km²).